# Thomas Sauvage
Pour les articles homonymes, voir Sauvage (homonymie).
Thomas-Marie-François Sauvage est un auteur dramatique, directeur de théâtre et critique français né le 5 novembre 1794 à Paris et mort à Paris 10e le 2 mai 1877.

## Biographie
Thomas Sauvage a notamment collaboré avec :
- Henri Dupin et Saverio Mercadante (Les Noces de Gamache, 1825)
- Adolphe Adam (Le Toréador, 1849[3])[lire en ligne sur Gallica], Albert Grisar (Gilles ravisseur, 1838 ; L'Eau merveilleuse, 1839 ; Les Porcherons, 1850),
- François Bazin (Madelon, 1852) [lire en ligne sur Gallica], Napoléon Henri Reber (Le Père Gaillard, 1852)
- Ambroise Thomas (Angélique et Médor, 1843) ; Le Caïd, 1849 ; La Tonelli, 1853 ; Le Carnaval de Venise, 1857[ lire en ligne sur Gallica]; Gilles et Gillotin, 1874) [lire en ligne sur Gallica],
- Eugène Ortolan : Lisette, 1856 [lire en ligne sur Gallica]

Il a dirigé le théâtre de l'Odéon de 1827 à 1828.

## Distinctions
- Chevalier de la Légion d'Honneur (décret du 14 août 1863)[1].